# 罗伯特·皮尔斯
罗伯特·皮尔斯（英語：Robert Pearce，1908年2月29日—1996年3月15日），美国前男子摔跤运动员。他曾代表美国参加1932年夏季奥林匹克运动会摔跤比赛，获得男子自由式雏量级金牌。